# همدان (الضالع)
همدان هي إحدى قرى الجمهورية اليمنية. تتبع جغرافيا لمحافظة الضالع و إداريًا لمديرية الحشاء. يبلغ تعداد سكانها 1504 نسمة حسب الإحصاء الذي أجري عام 2004.